# کینکت اسپورتز
کینکت اسپورتز (انگلیسی: Kinect Sports) یک بازی ورزشی محصول اکس‌باکس گیم استودیوز می باشد که به طور انحصاری برای کنسول ایکس‌باکس ۳۶۰ است. این بازی برای کینکت بوده و شامل ورزش های بوکس، تنیس روی میز، فوتبال، والیبال ساحلی و دومیدانی می باشد.